# NGC 2793
NGC 2793 est une petite galaxie spirale barrée de type magellanique située dans la constellation du Lynx. NGC 2793 a été découverte par l'astronome britannique John Herschel en 1828.

## Caractéristiques
Sa vitesse par rapport au fond diffus cosmologique est de 1 928 ± 17 km/s, ce qui correspond à une distance de Hubble de 28,4 ± 2,0 Mpc (∼92,6 millions d'al).
À ce jour, quatre mesures non basées sur le décalage vers le rouge (redshift) donnent une distance de 20,175 ± 5,573 Mpc (∼65,8 millions d'al), ce qui est légèrement à l'extérieur des valeurs de la distance de Hubble. Notons que c'est avec la valeur moyenne des mesures indépendantes, lorsqu'elles existent, que la base de données NASA/IPAC calcule le diamètre d'une galaxie et qu'en conséquence le diamètre de NGC 2793 pourrait être d'environ 10,8 kpc (∼35 200 al) si on utilisait la distance de Hubble pour le calculer.
La classe de luminosité de NGC 2793 est V  et elle présente une large raie HI.

## Groupe de NGC 2859
Selon une étude publiée en 1998 par Abraham Mahtessian, NGC 2793 fait partie du groupe de NGC 2859 avec les galaxies NGC 2778, NGC 2780, NGC 2859.
Selon site « Un atlas de l'Univers » de Richard Powell, le groupe de NGC 2859 compte aussi deux autres galaxies, soit UGC 5015  et UGC 5020.
Les galaxies NGC 2778 et NGC 2780 figurent aussi dans un groupe de galaxies (le groupe de NGC 2778) indiqué dans un article d'A.M. Garcia paru en 1993. Deux autres galaxie apparaissent dans le groupe, soit UGC 4777 et UGC 4834.
En résumé, le groupe de NGC 2859 compterait donc au moins 8 galaxies et peut-être une neuvième : NGC 2778, NGC 2780, NGC 2793, NGC 2859, UGC 4777, UGC 4834, UGC 5015, UGC 5020 et peut-être NGC 2779. 